# Smoke (canção)
"Smoke" foi o quarto single tirado do álbum Left of the Middle da cantora australiana Natalie Imbruglia.

## Lançamento
O compacto foi lançado mundialmente no final de 1998, contendo diversos remixes da música, e atingiu o #5 da parada britânica e o Top 40 na Europa e no Canadá.
Na Austrália, no entanto, a canção não obteve tanto êxito, chegando apenas ao #42 da lista de vendas no país. A gravadora ainda tentou um outro lançamento nas rádios, a faixa "Intuition", mas o single acabou não sendo lançado comercialmente.

## CD Single
- Promocional[2]

1. "Smoke" (Single Edit) - 3:59
2. "Smoke" (Martyn Phillips & Marc Fox Mix Edit) - 3:59
3. "Smoke" (Album Version) - 4:39
4. "Smoke" (Martyn Philips & Marc Fox Mix) - 4:10

- Reino Unido CD 1

1. "Smoke" - 4:39
2. "Smoke" (Martyn Phillips & Marc Fox Mix) - 4:10
3. "City" (Live In Barcelona) - 5:14

Inclui videoclipe em CD-ROM
- Reino Unido CD 2

1. "Smoke" - 4:39
2. "Smoke" (Ganja Kru Mix) - 5:12
3. "Smoke" (Way Out West Mix) - 4:54
4. "Smoke" (Beloved Hypoxic Mix) - 5:00

- Austrália

1. "Smoke" - 4:39
2. "Smoke" (Martyn Phillips & Marc Fox Mix) - 4:10
3. "Smoke" (Ganja Kru Mix) - 5:12
4. "Smoke" (Way Out West Mix) - 4:54
5. "Smoke" (Beloved Hypoxic Mix) - 5:00
6. "City" (Live In Barcelona) - 5:14

## Paradas musicais
| Parada semanal                    | Posição |
| --------------------------------- | ------- |
| Austrália (ARIA Singles Chart)    | 42      |
| Europa (European Hot 100 Singles) | 30      |
| Canadá (RPM Hot 100)              | 34      |
| Reino Unido (UK Singles Chart)    | 5       |